# Ciornohuzi, Vijnița
Ciornohuzi, întâlnit și sub forma Cernăhuzi sau Cernătești (între 1942-1944) (în ucraineană Чорногузи, transliterat: Ciornohuzî și în germană Czornohuzy) este un sat reședință de comună în raionul Vijnița din regiunea Cernăuți (Ucraina). Are 2,804 locuitori, preponderent ucraineni (huțuli).
Satul este situat la o altitudine de 318 metri, pe malul râului Ceremuș,  în partea de centru-vest a raionului Vijnița.

## Istorie
Localitatea Ciornohuzi a făcut parte încă de la înființare din regiunea istorică Bucovina a Principatului Moldovei. În ianuarie 1775, ca urmare a atitudinii de neutralitate pe care a avut-o în timpul conflictului militar dintre Turcia și Rusia (1768-1774), Imperiul Habsburgic (Austria de astăzi) a primit o parte din teritoriul Moldovei, teritoriu cunoscut sub denumirea de Bucovina. După anexarea Bucovinei de către Imperiul Habsburgic în anul 1775, localitatea Ciornohuzi a făcut parte din Ducatul Bucovinei, guvernat de către austrieci, făcând parte din districtul Vijnița (în germană Wiznitz). 
După Unirea Bucovinei cu România la 28 noiembrie 1918, satul Ciornohuzi a făcut parte din componența României, în Plasa Răstoacelor a județului Storojineț. Pe atunci, majoritatea populației era formată din ucraineni, existând și o comunitate importantă de evrei. În perioada interbelică a funcționat aici o fabrică de săpun, existând și o Casă ucraineană de lectură .
Ca urmare a Pactului Ribbentrop-Molotov (1939), Bucovina de Nord a fost anexată de către URSS la 28 iunie 1940, reintrând în componența României în perioada 1941-1944. Apoi, Bucovina de Nord a fost reocupată de către URSS în anul 1944 și integrată în componența RSS Ucrainene. 
Începând din anul 1991, satul Ciornohuzi face parte din raionul Vijnița al regiunii Cernăuți din cadrul Ucrainei independente. Conform recensământului din 1989, numărul locuitorilor care s-au declarat români plus moldoveni era de 6 (5+1), adică 0,24% din populația localității . 
Satul a fost puternic afectat de inundațiile din iulie 2008. La 29 iulie 2008, viiturile au distrus 19 case din sat . 
În prezent, satul are 2.804 locuitori, preponderent ucraineni.

## Demografie
Componența lingvistică a comunei Ciornohuzi
     Ucraineană (98,89%)
     Alte limbi (1,11%)
Conform recensământului din 2001, majoritatea populației comunei Ciornohuzi era vorbitoare de ucraineană (98,89%), existând în minoritate și vorbitori de alte limbi.
1989: 2.455 (recensământ)
2007: 2.804 (estimare)

### Recensământul din 1930
Componența etnică a comunei Ciornohuzi (județul Storojineț)
     Români (1,06%)
     Evrei (1,85%)
     Ruteni (96,28%)
     Altă etnie (0,81%)
Componența confesională a comunei Ciornohuzi
     Ortodocși (93,45%)
     Mozaici (1,85%)
     Baptiști (1,59%)
     Greco-catolici (2,39%)
     Altă religie (0,72%)
Conform recensământului efectuat în 1930 , populația comunei Ciornohuzi se ridica la 1.130 locuitori. Majoritatea locuitorilor erau ruteni (96,28%), cu o minoritate de evrei (1,85%) și una de români (1,06%). Alte persoane s-au declarat: maghiari (2 persoane), polonezi (6 persoane) și bulgari (1 persoană). Din punct de vedere confesional, majoritatea locuitorilor erau ortodocși (93,45%), dar existau și mozaici (1,03%), greco-catolici (2,39%) și baptiști (1,59%). Alte persoane au declarat: romano-catolici (6 persoane) și reformați\calvini (2 persoane). 

## Obiective turistice
- Biserica de lemn cu hramul "Nașterea Maicii Domnului" - construită în anul 1991; are și o clopotniță de lemn din 1946 [7]
- Monumentul comemorativ al lui Luchian Cobiliță - construit la inițiativa unor comunități regionale și inaugurat la 16 noiembrie 1998, la 150 de ani de la începerea răscoalei conduse de Cobiliță.
- Monumentul eroilor locali